# Rivière Windigo Ouest
Pour les articles homonymes, voir Windigo.
La Rivière Windigo Ouest est un affluent de la rive ouest de la rivière Windigo, traversant le territoire de la ville de La Tuque, en Mauricie, au Québec, au Canada.
Ce cours d'eau fait partie du bassin versant de la rivière Saint-Maurice laquelle se déverse à Trois-Rivières sur la rive nord du fleuve Saint-Laurent.
L’activité économique du bassin versant de la rivière Windigo Ouest est la foresterie et les activités récréotouristiques tels la chasse, la pêche, le VTT et l’autoneige. Le cours de la rivière coule entièrement en zones forestières. La surface de la rivière est généralement gelée de la mi-décembre à la fin mars.

## Géographie
La rivière Windigo Ouest prend sa source à l’embouchure du lac du Relais (longueur : 1,5 km ; altitude : 494 m), situé dans le territoire de la ville de La Tuque.
À partir de l’embouchure du lac du Relais, la Rivière Windigo Ouest coule sur 46,6 km, selon les segments suivants :
Cours supérieur de la rivière Windigo Ouest (segment de 16,1 km)
- 0,8 km vers le sud-ouest, jusqu’à la rive nord du lac Benès ;
- 2,7 km vers le sud, en traversant le lac Benès (altitude : 486 m) sur sa pleine longueur, jusqu’à son embouchure ;
- 2,6 km vers le sud en traversant le lac Niskekan (altitude : 485 m) sur 0,6 km jusqu’à son embouchure, puis le lac Usik (altitude : 478 m) sur 1,4 km jusqu’à son embouchure ;
- 3,3 km vers le sud-ouest, en traversant le lac Pikew (altitude : 477 m) sur 3,0 km jusqu’à son embouchure ;
- 4,9 km vers le sud-ouest, jusqu’à la limite du canton d’Albani ;
- 0,8 km vers le sud-ouest, jusqu’à la limite du canton de Weymontachingue ;
- 1,0 km vers le sud-est, d’abord en chevauchant la limite de canton à deux reprises, jusqu’à la confluence du Ruisseau de la Grosse Île (venant du nord-ouest) ;

Cours inférieur de la rivière Windigo Ouest (segment de 30,5 km)
- 8,2 km vers le sud-est, jusqu’à la décharge du lac Fogh (venant du sud) ;
- 4,3 km vers l'est en serpentant, puis en traversant le lac Fernand (altitude : 391 m) sur 1,0 km, jusqu’à la décharge du lac Fraser (venant du nord-est) ;
- 4,2 km vers le sud-est, en traversant le lac Normand (altitude : 391 m) sur 2,9 km, jusqu’à son embouchure ;
- 5,6 km vers le sud-est, jusqu’à la confluence du ruisseau Lajeunesse (venant du nord-ouest) ;
- 2,6 km vers le sud-est, jusqu’à la limite du canton de Rhéaume ;
- 5,6 km vers le sud-est, en serpentant dans le canton de Rhéaume jusqu’à confluence de la rivière[2].

La « Rivière Windigo Ouest » se déverse dans un coude de rivière dans la rivière Windigo.
Cette confluence est située à :
- 12,6 km au nord de la centrale des Rapides-des-Cœurs ;
- 14,3 km au nord-est du centre du village de Windigo ;
- 70,0 km au nord-ouest du centre-ville de La Tuque.

## Toponymie
Le toponyme rivière Windigo Ouest a été officialisé le 5 décembre 1968 à la Commission de toponymie du Québec.